# شمس العمارة (مسلسل)
شمس العمارة بالفارسية شمس العمارة هو مسلسل إيراني كوميدي اجتماعي مدبلج إلى العربية قامت بدبلجته قناة آي ‌فيلم والمسلسل من إخراج سامان مقدم.

## قصة المسلسل
المسلسل یروی حکایة عائلة تدعی غشایش والتي یعیش أفرادها متفرقین عن بعضهم ومن المقرر أن تعقد مراسم زواج بنت تدعی شکور (بنت أخت العمة شمس الزمان) مع دریا في عمارة العمة. یُعقد حفل کبیر کل شيء فیه جاهز للاحتفال، وسط هذه الأجواء وبشکل مفاجیئ تطرأ حادثة تؤدي إلی حدوث مشکلة کبیرة.

## فريق العمل

### إخراج والإنتاج
- الإخراج:سامان مقدم
- المنتج : رامين عباسي ‌زاده
- کاتبو السیناریو : رضا فرهادي وأمید سهرابي وعلي دلغشایي
- مدير الإنتاج : طهورا أبوالقاسمي

### الممثلین
- هانيه توسلي.
- رويا تيموريان.
- مسعود رايغان.
- مهرانه مهين ترابي.
- فرهاد آييش.
- مرجانه غلجين.
- مليكا شريفي نيا.
- أميرحسين رستمي.
- أرجنک أمير فضلي.
- ندا مقصودي.
- كورش تهامي.
- علي قربان‌ زاده.